# Stane Šmid
Stane Šmid, slovenski partizan in prvoborec, * 12. november 1910, † 9. marec 1976.
Leta 1941 je vstopil v NOB.

## Odlikovanja
- red bratstva in enotnosti II. stopnje
- red zaslug za ljudstvo III. stopnje
- medalja za hrabrost
- partizanska spomenica 1941